# Acrostichum sorbifolium
Acrostichum sorbifolium là một loài thực vật có mạch trong họ Pteridaceae. Loài này được L. mô tả khoa học đầu tiên năm 1753.